# Кубок Вадима Гетьмана (регата)
Кубок Вадима Гетьмана — щорічна вітрильна регата. Присвячена пам'яті Вадима Гетьмана — Голови Національного банку України, який запровадив гривню. Перша регата відбулася в 2000 році.

## Місце та мета
Організатори регати, присвячуючи змагання пам’яті Гетьмана, виступають за повагу до людського життя та моральних цінностей, як у спорті, так і в бізнесі.
Мета регати:
- Стати міжнародною фабрикою чемпіонів;
- Підняти майстерність володіння вітрильниками на якісно новий рівень;
- Об’єднати ділову спільноту України у поширенні суспільно-важливих цінностей.

Проводилася на Київському водосховищі, місті Тіват, Чорногорія, місті Києві.
За персональним запрошенням Оргкомітету до участі допускаються найбільш підготовлених екіпажів світу. Серед учасників — призери чемпіонатів Світу, Європи, СРСР в різних класах, учасники навколосвітніх перегонів Whitbread (зараз — Volvo Ocean Race).
Повинаючи з 2014 року проводиться у форматі матч рейсу.
На сьогоднішній день є найпрестижнішою вітрильною регатою в Україні.

## Результати

### 2001 рік
| Місце | Яхта              | Капітан            |
| ----- | ----------------- | ------------------ |
| I     | «Океан»           | Казнодій Олександр |
| II    | «Енергія»         | Хащина Денис       |
| III   | «Оксамит України» | Лука Родіон        |

### 2002 рік
| Місце | Яхта       | Капітан              |
| ----- | ---------- | -------------------- |
| I     | «Анатолія» | Богомолкін Володимир |
| II    | «Океан»    | Казнодій Олександр   |
| III   | «Гетьман»  | Семенюк Юрій         |

### 2012 рік, 31 травня - 4 червня
| Місце | Яхта | Капітан |
| ----- | ---- | ------- |
| I     | «»   | ?       |
| II    | «»   | ?       |
| III   | «»   | ?       |